# Cavalleria pesante

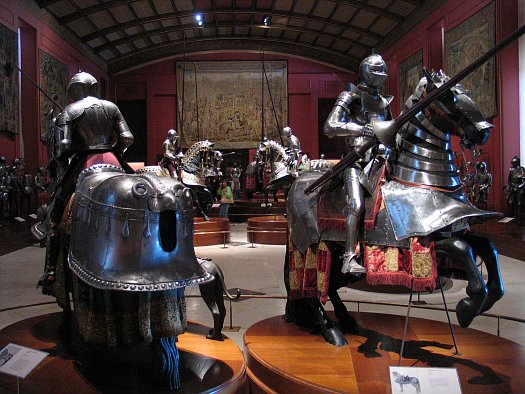
Esempi di armatura e barda di cavalleria pesante, Armeria reale di Madrid

Si definisce cavalleria pesante il tipo di cavalleria con armamenti pesanti, originatasi negli Imperi persiani di Parti e Sasanidi, grazie all'introduzione della sella e della staffa.
Nel corso delle guerre romano-persiane, i Romani adottarono gran parte delle tecniche utilizzate dai Persiani e questo nuovo tipo di cavalleria venne poi ereditato dall'Impero bizantino che lo adottò per tutto il Medioevo. In questo stesso periodo, la cavalleria pesante ebbe un suo sviluppo indipendente in Europa occidentale, grazie ai popoli germanici. Ben presto, questo tipo di soldati venne chiamato cavalieri e il sistema militare, con i suoi ideali, la cavalleria medievale, dominò la storia militare dell'Europa medioevale fino al Rinascimento.

## Storia

### Persia antica
Lo storico e generale romano Ammiano Marcellino, che servì sotto l'imperatore Costanzo II in Gallia e in Persia,descrive così la cavalleria pesante dei suoi avversari:

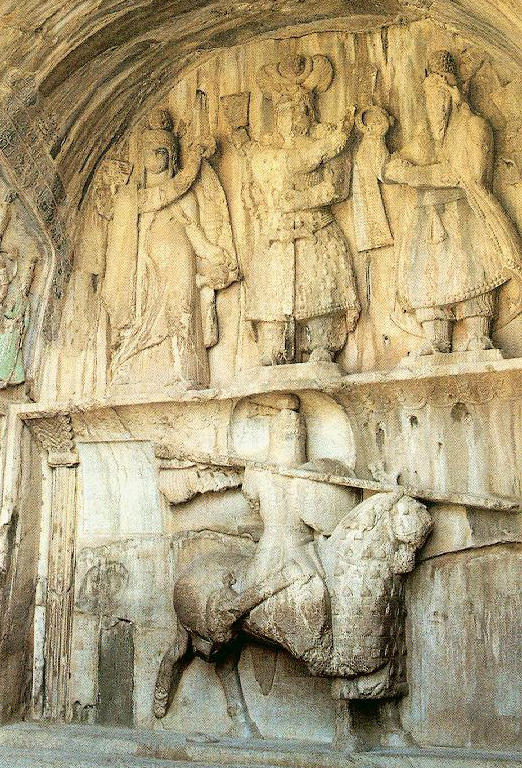
Immagine della testimonianza più antica di un cavaliere pesante proveniente da un rilievo del sito archeologico di Taq-i Bostan, nei pressi di Kermanshah, Iran, raffigurante un cavaliere sasanide e risalente al IV secolo a.C.

(Ammiano Marcellino, Storie, XXV, 1, 12)

### Sarmati
Sin dal II secolo unità di cavalleria pesante di cavalieri Sarmati furono assegnati dai Romani, in particolare dall'Imperatore Marco Aurelio (121-180 D.C.) che formò un'unità di 5000 cavalieri sarmati, componenti la guarnigione di Bremetenacum Veteranorum, attualmente Ribchester, Lancashire, a presidiare il territorio della Britannia, consentendo così una diretta influenza dei catafratti romani sulla cavalleria degli eserciti barbari durante il periodo delle grandi invasioni. Secondo una teoria risalente agli anni settanta la leggenda di Re Artù, l'archetipo del cavaliere medioevale, venne ispirato proprio da queste unità di cavalleria sarmata, pesantemente protette da armature a scaglie e dotate di "staffe", innovazione assoluta per la cavalleria romana.

### Grecia antica
I Greci antichi chiamavano i cavalieri pesanti kataphraktoi (catafratti), termine che venne in seguito adottato anche dai Romani. L'esempio più rappresentativo nel mondo antico di cavalleria pesante è senza dubbio quello degli hetairoi (in greco antico Εταίροι), i "Compagni", ovvero il gruppo della cavalleria scelta dell'esercito personale di Alessandro Magno.

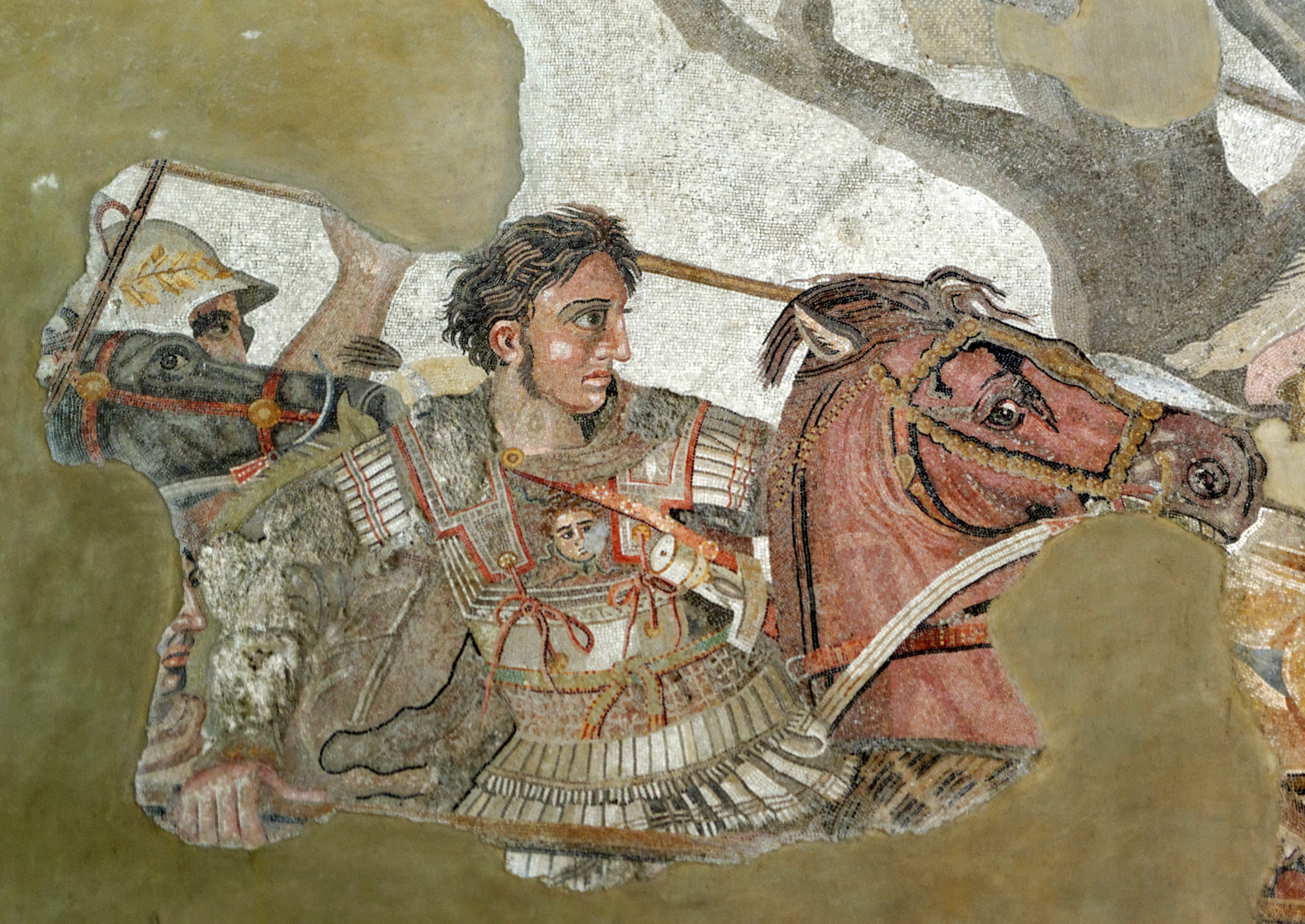
Foto del mosaico rappresentante Alessandro Magno nella Battaglia di Isso a cavallo del celebre Bucefalo.

### Romani
Le origini del catafratto, comparso all'interno dell'esercito romano solo tra il II ed il III secolo, derivano probabilmente dalle tecniche utilizzate dalle antiche popolazioni nomadi delle steppe la cui cavalleria pesante, riservata alla sola nobiltà, venne ereditata dai popoli del Medio Oriente.
L'armamento standard di un catafratto romano era composto generalmente da un'armatura di piastre, da un'armatura di maglia, da un'armatura lamellare e da uno scudo mentre la cavalcatura era anch'essa dotata di un rivestimento pesante, le formazioni dei catafratti erano sempre molto serrate ed erano solite caricare schierate a cuneo, per il combattimento si affidavano alla pesante lancia da impatto sarmatica, il cosiddetto kontos.

### Medioevo

#### L'introduzione della staffa
La staffa, che conferisce maggiore stabilità a un cavaliere, è stata descritta come una delle invenzioni più significative nella storia della guerra, prima della polvere da sparo. In quanto strumento che consente un uso esteso dei cavalli in guerra, la staffa è spesso definita il terzo passo rivoluzionario nell'equipaggiamento, dopo il carro da guerra e la sella. Le tattiche di base della guerra a cavallo furono significativamente alterate dalla staffa. Un cavaliere supportato da staffe aveva meno probabilità di cadere durante il combattimento e poteva sferrare un colpo con un'arma che sfruttava in modo più completo il peso e lo slancio del cavallo e del cavaliere. Tra gli altri vantaggi, le staffe fornivano un maggiore equilibrio e supporto al cavaliere, il che permetteva al cavaliere di usare la spada in modo più efficiente senza cadere, soprattutto contro la fanteria.

#### Bizantini
Il catafratto bizantino era l'unità da guerra più temuto del suo tempo. In particolar modo sotto il regno dell'imperatore Niceforo II, la cui Morte Bianca, aveva il suo nocciolo proprio nella cavalleria pesante dei catafratti composto da catafratti arcieri che supportavano i catafratti dotati di lancia che rompevano le schiere nemiche con le loro cariche seguendo una tattica di colpo di maglio.
Le raffigurazioni del tempo però mostrano che essi non erano completamente ricoperti d'armatura come i loro predecessori persiani e romani. A partire dal X secolo gli appartenenti alle schiere dei catafratti bizantini provenivano unicamente dalle file dei proprietari terrieri, dotando l'Impero bizantino di una forza motivata alla conquista e addestrata in maniera professionale. Un tipo sperimentale di catafratto venne introdotto tra il X e l'XI secolo, i cosiddetti klibanaphoros, tuttavia in seguito a diversi fattori storici, e dopo la terribile sconfitta alla battaglia di Manzikert inflitta dalla cavalleria leggera turca, il modello militare dei catafratti bizantini subì una rapida e inesorabile decadenza.

#### I cavalieri medievali

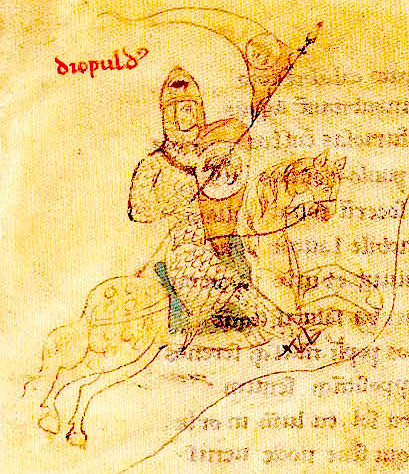
Rappresentazione contemporanea nel Liber ad honorem Augusti, di Diopoldo d'Acerra, cavaliere dell'inizio del XIII secolo, quando il cavaliere era padrone incontrastato del campo di battaglia

Nell'emergente sistema feudale francese le persone che occupavano il ruolo di cavaliere erano conosciute con il termine latino miles (plur. milites). Molti erano poveri quanto la classe contadina. Tuttavia, nel tempo, quando questa classe di combattenti divenne più importante nella Francia post-carolingia, divennero più ricchi e iniziarono a detenere ed ereditare la terra. Alla fine combattere a cavallo significava far parte di una casta di guerrieri d'élite. A partire dal XII secolo il termine venne associato alla cavalleria e alla nobiltà in genere.
Il titolo di cavaliere era un titolo ereditario e di solito veniva trasmesso da un padre al figlio maggiore. Tutti i potenziali cavalieri erano addestrati fin dall'infanzia nelle tradizioni cavalleresche della cavalleria e della guerra. All'età di sei anni, diventavano per la prima volta servitori, o paggi, nella casa di un altro cavaliere o di un signore, dove imparavano l'etichetta e il combattimento di base, e dopo alcuni anni diventavano scudieri, apprendisti e assistenti personali di un cavaliere a tutti gli effetti, responsabili della manutenzione del cavallo e dell'equipaggiamento del cavaliere, oltre ad armarlo per la battaglia. A questo punto potevano scegliere di rimanere scudieri o diventare cavalieri, anche se molti rimanevano scudieri a causa delle restrizioni e delle spese per diventare cavalieri.

#### In Africa e Asia
La cavalleria leggera mongola era una forza inarrestabile che percorse tutto il continente asiatico e oltre, ma venne sconfitto dalla cavalleria pesante dei Mamelucchi egiziani nella decisiva battaglia di Ain Jalut nel 1260. Per quanto la forza delle popolazioni nomadi, mongole, tartare, turche, mancesi, risiedesse principalmente nella cavalleria leggera, sin dal principio del Duecento anche queste popolazioni schierarono consistenti gruppi di cavalleria in armatura lamellare, addestrata a combattere con lancia, scudo e spada, piuttosto che con giavellotti e archi.

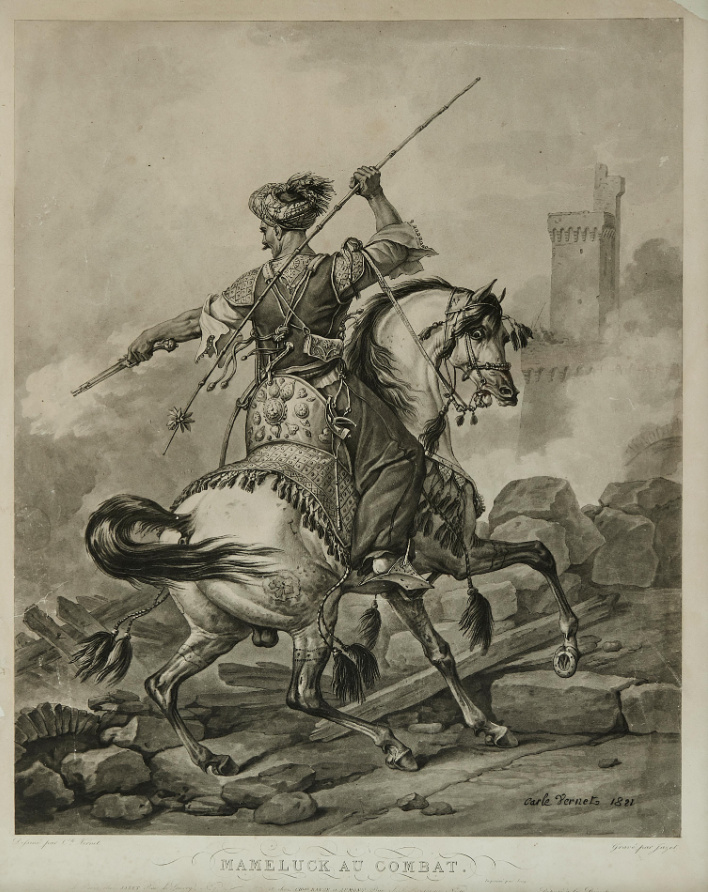
Disegno di un mamelucco turco risalente al 1810.

In Cina l'uso della cavalleria pesante può essere fatto risalire sin dal IV secolo a.C. e fu lo strumento strategico chiave per le dinastie settentrionali dal IV al VI secolo.
In Corea l'uso della cavalleria pesante è testimoniato da un disegno appartenente al regno coreano di Goguryeo e risalente al IV secolo a.C. I disegni mostrano come sia uomini che cavalli facessero uso di armature lamellari, ed i cavalieri erano armati di lance. La curiosità del disegno consiste nel fatto che il cavaliere viene raffigurato tenere la lancia con entrambe le mani, come i prodromoi nell'esercito di Alessandro Magno, a differenza dell'uso di una sola mano diffusosi successivamente in Occidente.
Una statuetta in argilla risalente all'antico regno coreano di Silla mostra invece un cavaliere pesante armato di lancia e scudo. Tuttavia l'avvento della Dinastia Joseon, nel 1392, fece decadere l'uso della cavalleria pesante nell'esercito coreano.

### Dal Rinascimento al XIX secolo

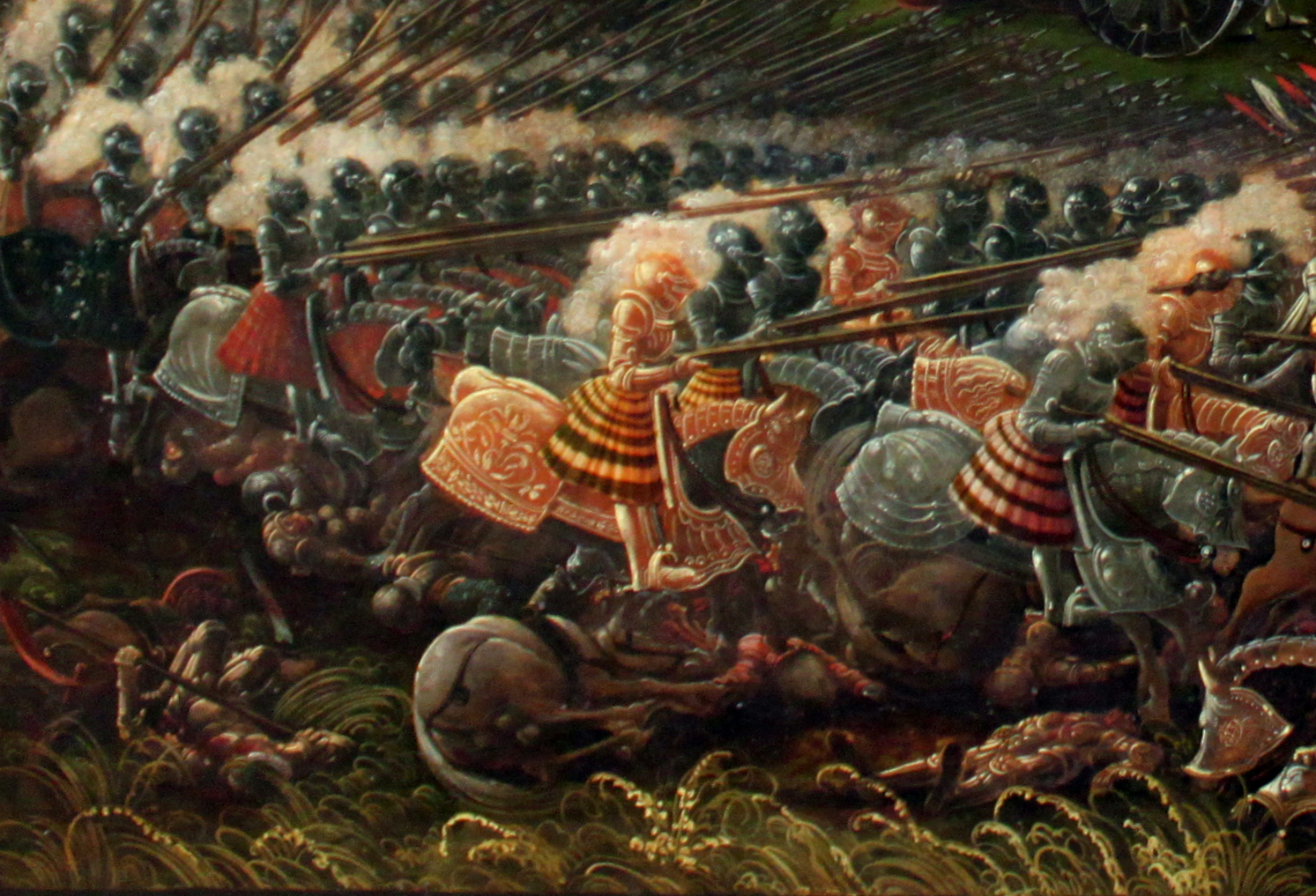
Dipinto di Albrecht Altdorfer raffigurante i primi gendarmes francesi introdotti alla fine del XV secolo.

La cavalleria pesante, costituita dai Gendarmi (in Lingua francese gendarmes, ossia genti d'armi, uomini d'arme) ebbe un ruolo preminente negli eserciti del periodo rinascimentale, soprattutto in Francia.
Un equivalente dei gendarmi francesi lo si ebbe anche nella Confederazione polacco-lituana fra il XV e il XVII secolo con i famigerati Ussari.
Più tardi, essi vennero sostituiti dai Corazzieri, introdotti nel 1484 nell'esercito austriaco dall'Imperatore del Sacro Romano Impero Massimiliano I. Essi combatterono durante tutta la Guerra dei trent'anni e furono fondamentali nella sconfitta del sovrano svedese Gustavo Adolfo nella Battaglia di Lützen del 1632. L'importanza di queste unità all'interno dell'esercito austriaco è testimoniata dal fatto che dal 1705 l'esercito imperiale austriaco annoverava ben venti reggimenti di corazzieri. Nel 1732 anche la Russia Imperiale introdusse i propri reggimenti di corazzieri, compresa la celebre Guardia imperiale russa che ebbe un ruolo fondamentale durante la guerra contro la Turchia, tra il 1735 ed il 1739.
I corazzieri furono una unità fondamentale anche nell'esercito di Federico II e di Napoleone Bonaparte. Quest'ultimo incrementò il numero dei reggimenti di corazzieri fino a quattordici, ma a partire dalla fine del dominio napoleonico la figura del corazziere inizia gradualmente a cadere in disuso nella tattica militare, a causa della diffusione e del miglioramento delle armi da fuoco e della fanteria.